# Geothlypis
A Geothlypis a madarak osztályának verébalakúak (Passeriformes) rendjébe és az újvilági poszátafélék (Parulidae) családjába tartozó nem.
A nemet Jean Cabanis írta le 1847-ben.

## Fajai
- Geothlypis tolmiei
- Geothlypis philadelphia
- Geothlypis formosa
- Geothlypis poliocephala
- Geothlypis aequinoctialis
- Geothlypis auricularis
- Geothlypis velata
- Geothlypis speciosa
- Geothlypis semiflava
- Geothlypis bairdi[1]
- Geothlypis chiriquensis
- Geothlypis beldingi
- Geothlypis rostrata
- északi sárgabegy avagy sárgatorkú álarcosposzáta[3]

```
(Geothlypis trichas)
```

- Geothlypis flavovelata
- Geothlypis nelsoni